# Tour du Haut-Var 2019
Tour du Haut-Var 2019 var den 51. udgave af det franske landevejscykelløb. Løbet foregik i perioden 22. til 24. februar 2019. Løbet var en del af UCI Europe Tour 2019 og var i kategorien 2.1. Den samlede vinder af løbet blev franske Thibaut Pinot fra Groupama-FDJ.

## Hold og ryttere
| UCI WorldTeams (4)- AG2R La Mondiale - Groupama-FDJ - Trek-Segafredo - EF Education First UCI Professionelle kontinentalthold (11)- Arkéa-Samsic - Cofidis, Solutions Crédits - Delko-Marseille Provence - Direct Énergie - Vital Concept-B&B Hotels - Androni Giocattoli-Sidermec - Wallonie Bruxelles - Burgos-BH - Israel Cycling Academy - Riwal Readynez - Euskadi Basque Country-Murias UCI Kontinentalhold (3)- Saint Michel-Auber 93 - Natura4Ever-Roubaix Lille Métropole - Sovac |
| |

### Danske ryttere
- Matti Breschel kørte for EF Education First Pro Cycling
- Rasmus Quaade kørte for Riwal Readynez Cycling Team
- Alexander Kamp kørte for Riwal Readynez Cycling Team
- Nicolai Brøchner kørte for Riwal Readynez Cycling Team
- Jonas Aaen Jørgensen kørte for Riwal Readynez Cycling Team
- Emil Vinjebo kørte for Riwal Readynez Cycling Team

## Etaperne
| Etape    | Dato     | Start – Mål                  | type              | Afstand (km) | Etapevinder    | Førende rytter |
| -------- | -------- | ---------------------------- | ----------------- | ------------ | -------------- | -------------- |
| 1. etape | 22. feb. | Vence – Mandelieu-la-Napoule | flad etape        | 154,5        | Sep Vanmarcke  | Sep Vanmarcke  |
| 2. etape | 23. feb. | Vidauban – Mons              | kuperet etape     | 201,4        | Giulio Ciccone | Giulio Ciccone |
| 3. etape | 24. feb. | La Londe – Mont Faron        | middel bjergetape | 136          | Thibaut Pinot  | Thibaut Pinot  |

### 1. etape
| \| Etaperesultat \| Etaperesultat \| Etaperesultat \| Etaperesultat \| Etaperesultat \| \| Rytter \| Rytter \| Hold \| Tid \| \| \| ------------- \| ------------------- \| --------------------------- \| ------------- \| ------------- \| \| 1. \| Sep Vanmarcke \| EF Education First \| 4t 00' 22" \| \| \| 2. \| Julien El Fares \| Delko Marseille Provence \| + 0" \| \| \| 3. \| Giulio Ciccone \| Trek-Segafredo \| + 0" \| \| \| 4. \| Rudy Molard \| Groupama-FDJ \| + 0" \| \| \| 5. \| Alexis Vuillermoz \| AG2R La Mondiale \| + 0" \| \| \| 6. \| Lucas Eriksson \| Riwal Readynez \| + 0" \| \| \| 7. \| Krists Neilands \| Israel Cycling Academy \| + 0" \| \| \| 8. \| Thibaut Pinot \| Groupama-FDJ \| + 0" \| \| \| 9. \| Miguel Flórez López \| Androni Giocattoli-Sidermec \| + 0" \| \| \| 10. \| Dimitri Peyskens \| Wallonie Bruxelles \| + 0" \| \| |                     |                             |            |
| |                     |                             |            |
| Kilde: ProCyclingStats |                     |                             |            |
| Etaperesultat |                     |                             |            |
| Rytter | Rytter              | Hold                        | Tid        |
| 1. | Sep Vanmarcke       | EF Education First          | 4t 00' 22" |
| 2. | Julien El Fares     | Delko Marseille Provence    | + 0"       |
| 3. | Giulio Ciccone      | Trek-Segafredo              | + 0"       |
| 4. | Rudy Molard         | Groupama-FDJ                | + 0"       |
| 5. | Alexis Vuillermoz   | AG2R La Mondiale            | + 0"       |
| 6. | Lucas Eriksson      | Riwal Readynez              | + 0"       |
| 7. | Krists Neilands     | Israel Cycling Academy      | + 0"       |
| 8. | Thibaut Pinot       | Groupama-FDJ                | + 0"       |
| 9. | Miguel Flórez López | Androni Giocattoli-Sidermec | + 0"       |
| 10. | Dimitri Peyskens    | Wallonie Bruxelles          | + 0"       |

| \| Samlede stilling \| Samlede stilling \| Samlede stilling \| Samlede stilling \| Samlede stilling \| \| Rytter \| Rytter \| Hold \| Tid \| \| \| ---------------- \| ------------------- \| --------------------------- \| ---------------- \| ---------------- \| \| 1. \| Sep Vanmarcke \| EF Education First \| 4t 00' 22" \| \| \| 2. \| Julien El Fares \| Delko Marseille Provence \| + 0" \| \| \| 3. \| Giulio Ciccone \| Trek-Segafredo \| + 0" \| \| \| 4. \| Rudy Molard \| Groupama-FDJ \| + 0" \| \| \| 5. \| Alexis Vuillermoz \| AG2R La Mondiale \| + 0" \| \| \| 6. \| Lucas Eriksson \| Riwal Readynez \| + 0" \| \| \| 7. \| Krists Neilands \| Israel Cycling Academy \| + 0" \| \| \| 8. \| Thibaut Pinot \| Groupama-FDJ \| + 0" \| \| \| 9. \| Miguel Flórez López \| Androni Giocattoli-Sidermec \| + 0" \| \| \| 10. \| Dimitri Peyskens \| Wallonie Bruxelles \| + 0" \| \| |                     |                             |            |
| |                     |                             |            |
| Kilde: ProCyclingStats |                     |                             |            |
| Samlede stilling |                     |                             |            |
| Rytter | Rytter              | Hold                        | Tid        |
| 1. | Sep Vanmarcke       | EF Education First          | 4t 00' 22" |
| 2. | Julien El Fares     | Delko Marseille Provence    | + 0"       |
| 3. | Giulio Ciccone      | Trek-Segafredo              | + 0"       |
| 4. | Rudy Molard         | Groupama-FDJ                | + 0"       |
| 5. | Alexis Vuillermoz   | AG2R La Mondiale            | + 0"       |
| 6. | Lucas Eriksson      | Riwal Readynez              | + 0"       |
| 7. | Krists Neilands     | Israel Cycling Academy      | + 0"       |
| 8. | Thibaut Pinot       | Groupama-FDJ                | + 0"       |
| 9. | Miguel Flórez López | Androni Giocattoli-Sidermec | + 0"       |
| 10. | Dimitri Peyskens    | Wallonie Bruxelles          | + 0"       |

### 2. etape
| \| Etaperesultat \| Etaperesultat \| Etaperesultat \| Etaperesultat \| Etaperesultat \| \| Rytter \| Rytter \| Hold \| Tid \| \| \| ------------- \| ----------------- \| -------------------------- \| ------------- \| ------------- \| \| 1. \| Giulio Ciccone \| Trek-Segafredo \| 5t 19' 30" \| \| \| 2. \| Thibaut Pinot \| Groupama-FDJ \| + 0" \| \| \| 3. \| Romain Bardet \| AG2R La Mondiale \| + 0" \| \| \| 4. \| Lilian Calmejane \| Direct Énergie \| + 0" \| \| \| 5. \| Alexis Vuillermoz \| AG2R La Mondiale \| + 0" \| \| \| 6. \| Julien El Fares \| Delko Marseille Provence \| + 0" \| \| \| 7. \| Nicolas Edet \| Cofidis, Solutions Crédits \| + 0" \| \| \| 8. \| Hugh Carthy \| EF Education First \| + 0" \| \| \| 9. \| Kilian Frankiny \| Groupama-FDJ \| + 0" \| \| \| 10. \| Romain Combaud \| Delko Marseille Provence \| + 10" \| \| |                   |                            |            |
| |                   |                            |            |
| Kilde: ProCyclingStats |                   |                            |            |
| Etaperesultat |                   |                            |            |
| Rytter | Rytter            | Hold                       | Tid        |
| 1. | Giulio Ciccone    | Trek-Segafredo             | 5t 19' 30" |
| 2. | Thibaut Pinot     | Groupama-FDJ               | + 0"       |
| 3. | Romain Bardet     | AG2R La Mondiale           | + 0"       |
| 4. | Lilian Calmejane  | Direct Énergie             | + 0"       |
| 5. | Alexis Vuillermoz | AG2R La Mondiale           | + 0"       |
| 6. | Julien El Fares   | Delko Marseille Provence   | + 0"       |
| 7. | Nicolas Edet      | Cofidis, Solutions Crédits | + 0"       |
| 8. | Hugh Carthy       | EF Education First         | + 0"       |
| 9. | Kilian Frankiny   | Groupama-FDJ               | + 0"       |
| 10. | Romain Combaud    | Delko Marseille Provence   | + 10"      |

| \| Samlede stilling \| Samlede stilling \| Samlede stilling \| Samlede stilling \| Samlede stilling \| \| Rytter \| Rytter \| Hold \| Tid \| \| \| ---------------- \| ------------------ \| -------------------------- \| ---------------- \| ---------------- \| \| 1. \| Giulio Ciccone \| Trek-Segafredo \| 9t 19' 52" \| \| \| 2. \| Julien El Fares \| Delko Marseille Provence \| + 0" \| \| \| 3. \| Thibaut Pinot \| Groupama-FDJ \| + 0" \| \| \| 4. \| Alexis Vuillermoz \| AG2R La Mondiale \| + 0" \| \| \| 5. \| Romain Bardet \| AG2R La Mondiale \| + 0" \| \| \| 6. \| Nicolas Edet \| Cofidis, Solutions Crédits \| + 0" \| \| \| 7. \| Hugh Carthy \| EF Education First \| + 0" \| \| \| 8. \| Rudy Molard \| Groupama-FDJ \| + 10" \| \| \| 9. \| Kilian Frankiny \| Groupama-FDJ \| + 14" \| \| \| 10. \| Mathias Le Turnier \| Cofidis, Solutions Crédits \| + 45" \| \| |                    |                            |            |
| |                    |                            |            |
| Kilde: ProCyclingStats |                    |                            |            |
| Samlede stilling |                    |                            |            |
| Rytter | Rytter             | Hold                       | Tid        |
| 1. | Giulio Ciccone     | Trek-Segafredo             | 9t 19' 52" |
| 2. | Julien El Fares    | Delko Marseille Provence   | + 0"       |
| 3. | Thibaut Pinot      | Groupama-FDJ               | + 0"       |
| 4. | Alexis Vuillermoz  | AG2R La Mondiale           | + 0"       |
| 5. | Romain Bardet      | AG2R La Mondiale           | + 0"       |
| 6. | Nicolas Edet       | Cofidis, Solutions Crédits | + 0"       |
| 7. | Hugh Carthy        | EF Education First         | + 0"       |
| 8. | Rudy Molard        | Groupama-FDJ               | + 10"      |
| 9. | Kilian Frankiny    | Groupama-FDJ               | + 14"      |
| 10. | Mathias Le Turnier | Cofidis, Solutions Crédits | + 45"      |

### 3. etape
| \| Etaperesultat \| Etaperesultat \| Etaperesultat \| Etaperesultat \| Etaperesultat \| \| Rytter \| Rytter \| Hold \| Tid \| \| \| ------------- \| ----------------- \| -------------------------- \| ------------- \| ------------- \| \| 1. \| Thibaut Pinot \| Groupama-FDJ \| 3t 19' 52" \| \| \| 2. \| Romain Bardet \| AG2R La Mondiale \| + 3" \| \| \| 3. \| Hugh Carthy \| EF Education First \| + 5" \| \| \| 4. \| Lilian Calmejane \| Direct Énergie \| + 11" \| \| \| 5. \| Alexis Vuillermoz \| AG2R La Mondiale \| + 11" \| \| \| 6. \| Kilian Frankiny \| Groupama-FDJ \| + 13" \| \| \| 7. \| Nicolas Edet \| Cofidis, Solutions Crédits \| + 13" \| \| \| 8. \| Alexandre Geniez \| AG2R La Mondiale \| + 51" \| \| \| 9. \| Julien El Fares \| Delko Marseille Provence \| + 51" \| \| \| 10. \| Nans Peters \| AG2R La Mondiale \| + 56" \| \| |                   |                            |            |
| |                   |                            |            |
| Kilde: ProCyclingStats |                   |                            |            |
| Etaperesultat |                   |                            |            |
| Rytter | Rytter            | Hold                       | Tid        |
| 1. | Thibaut Pinot     | Groupama-FDJ               | 3t 19' 52" |
| 2. | Romain Bardet     | AG2R La Mondiale           | + 3"       |
| 3. | Hugh Carthy       | EF Education First         | + 5"       |
| 4. | Lilian Calmejane  | Direct Énergie             | + 11"      |
| 5. | Alexis Vuillermoz | AG2R La Mondiale           | + 11"      |
| 6. | Kilian Frankiny   | Groupama-FDJ               | + 13"      |
| 7. | Nicolas Edet      | Cofidis, Solutions Crédits | + 13"      |
| 8. | Alexandre Geniez  | AG2R La Mondiale           | + 51"      |
| 9. | Julien El Fares   | Delko Marseille Provence   | + 51"      |
| 10. | Nans Peters       | AG2R La Mondiale           | + 56"      |

## Resultater
| \| Samlede stilling \| Samlede stilling \| Samlede stilling \| Samlede stilling \| Samlede stilling \| \| Rytter \| Rytter \| Hold \| Tid \| \| \| ---------------- \| ------------------ \| -------------------------- \| ---------------- \| ---------------- \| \| 1. \| Thibaut Pinot \| Groupama-FDJ \| 12t 39' 44" \| \| \| 2. \| Romain Bardet \| AG2R La Mondiale \| + 3" \| \| \| 3. \| Hugh Carthy \| EF Education First \| + 5" \| \| \| 4. \| Alexis Vuillermoz \| AG2R La Mondiale \| + 11" \| \| \| 5. \| Nicolas Edet \| Cofidis, Solutions Crédits \| + 13" \| \| \| 6. \| Kilian Frankiny \| Groupama-FDJ \| + 27" \| \| \| 7. \| Julien El Fares \| Delko Marseille Provence \| + 51" \| \| \| 8. \| Giulio Ciccone \| Trek-Segafredo \| + 1' 14" \| \| \| 9. \| Rudy Molard \| Groupama-FDJ \| + 1' 54" \| \| \| 10. \| Mathias Le Turnier \| Cofidis, Solutions Crédits \| + 2' 10" \| \| |                    |                            |             |
| |                    |                            |             |
| Kilde: ProCyclingStats |                    |                            |             |
| Samlede stilling |                    |                            |             |
| Rytter | Rytter             | Hold                       | Tid         |
| 1. | Thibaut Pinot      | Groupama-FDJ               | 12t 39' 44" |
| 2. | Romain Bardet      | AG2R La Mondiale           | + 3"        |
| 3. | Hugh Carthy        | EF Education First         | + 5"        |
| 4. | Alexis Vuillermoz  | AG2R La Mondiale           | + 11"       |
| 5. | Nicolas Edet       | Cofidis, Solutions Crédits | + 13"       |
| 6. | Kilian Frankiny    | Groupama-FDJ               | + 27"       |
| 7. | Julien El Fares    | Delko Marseille Provence   | + 51"       |
| 8. | Giulio Ciccone     | Trek-Segafredo             | + 1' 14"    |
| 9. | Rudy Molard        | Groupama-FDJ               | + 1' 54"    |
| 10. | Mathias Le Turnier | Cofidis, Solutions Crédits | + 2' 10"    |

| Samlede stilling | Samlede stilling   | Samlede stilling           | Samlede stilling | Samlede stilling |
| Rytter           | Rytter             | Hold                       | Tid              |                  |
| ---------------- | ------------------ | -------------------------- | ---------------- | ---------------- |
| 1.               | Thibaut Pinot      | Groupama-FDJ               | 12t 39' 44"      |                  |
| 2.               | Romain Bardet      | AG2R La Mondiale           | + 3"             |                  |
| 3.               | Hugh Carthy        | EF Education First         | + 5"             |                  |
| 4.               | Alexis Vuillermoz  | AG2R La Mondiale           | + 11"            |                  |
| 5.               | Nicolas Edet       | Cofidis, Solutions Crédits | + 13"            |                  |
| 6.               | Kilian Frankiny    | Groupama-FDJ               | + 27"            |                  |
| 7.               | Julien El Fares    | Delko Marseille Provence   | + 51"            |                  |
| 8.               | Giulio Ciccone     | Trek-Segafredo             | + 1' 14"         |                  |
| 9.               | Rudy Molard        | Groupama-FDJ               | + 1' 54"         |                  |
| 10.              | Mathias Le Turnier | Cofidis, Solutions Crédits | + 2' 10"         |                  |

| Pointkonkurrence | Pointkonkurrence  | Pointkonkurrence           | Pointkonkurrence | Pointkonkurrence |
| Rytter           | Rytter            | Hold                       | Point            |                  |
| ---------------- | ----------------- | -------------------------- | ---------------- | ---------------- |
| 1.               | Thibaut Pinot     | Groupama-FDJ               | 53 point         |                  |
| 2.               | Giulio Ciccone    | Trek-Segafredo             | 41 point         |                  |
| 3.               | Romain Bardet     | AG2R La Mondiale           | 39 point         |                  |
| 4.               | Julien El Fares   | Delko Marseille Provence   | 37 point         |                  |
| 5.               | Alexis Vuillermoz | AG2R La Mondiale           | 36 point         |                  |
| 6.               | Lilian Calmejane  | Direct Énergie             | 28 point         |                  |
| 7.               | Hugh Carthy       | EF Education First         | 26 point         |                  |
| 8.               | Sep Vanmarcke     | EF Education First         | 25 point         |                  |
| 9.               | Nicolas Edet      | Cofidis, Solutions Crédits | 22 point         |                  |
| 10.              | Rudy Molard       | Groupama-FDJ               | 19 point         |                  |

| Pointkonkurrence | Pointkonkurrence  | Pointkonkurrence           | Pointkonkurrence | Pointkonkurrence |
| Rytter           | Rytter            | Hold                       | Point            |                  |
| ---------------- | ----------------- | -------------------------- | ---------------- | ---------------- |
| 1.               | Thibaut Pinot     | Groupama-FDJ               | 53 point         |                  |
| 2.               | Giulio Ciccone    | Trek-Segafredo             | 41 point         |                  |
| 3.               | Romain Bardet     | AG2R La Mondiale           | 39 point         |                  |
| 4.               | Julien El Fares   | Delko Marseille Provence   | 37 point         |                  |
| 5.               | Alexis Vuillermoz | AG2R La Mondiale           | 36 point         |                  |
| 6.               | Lilian Calmejane  | Direct Énergie             | 28 point         |                  |
| 7.               | Hugh Carthy       | EF Education First         | 26 point         |                  |
| 8.               | Sep Vanmarcke     | EF Education First         | 25 point         |                  |
| 9.               | Nicolas Edet      | Cofidis, Solutions Crédits | 22 point         |                  |
| 10.              | Rudy Molard       | Groupama-FDJ               | 19 point         |                  |

| Bjergkonkurrence | Bjergkonkurrence | Bjergkonkurrence         | Bjergkonkurrence | Bjergkonkurrence |
| Rytter           | Rytter           | Hold                     | Point            |                  |
| ---------------- | ---------------- | ------------------------ | ---------------- | ---------------- |
| 1.               | Cyril Gautier    | Vital Concept-B&B Hotels | 26 point         |                  |
| 2.               | Pierre Rolland   | Vital Concept-B&B Hotels | 16 point         |                  |
| 3.               | Hugh Carthy      | EF Education First       | 14 point         |                  |
| 4.               | Alexis Gougeard  | AG2R La Mondiale         | 14 point         |                  |
| 5.               | Julien Bernard   | Trek-Segafredo           | 12 point         |                  |
| 6.               | Romain Bardet    | AG2R La Mondiale         | 12 point         |                  |
| 7.               | Arthur Vichot    | Vital Concept-B&B Hotels | 12 point         |                  |
| 8.               | Thibaut Pinot    | Groupama-FDJ             | 10 point         |                  |
| 9.               | Giulio Ciccone   | Trek-Segafredo           | 10 point         |                  |
| 10.              | Lilian Calmejane | Direct Énergie           | 10 point         |                  |

| Bjergkonkurrence | Bjergkonkurrence | Bjergkonkurrence         | Bjergkonkurrence | Bjergkonkurrence |
| Rytter           | Rytter           | Hold                     | Point            |                  |
| ---------------- | ---------------- | ------------------------ | ---------------- | ---------------- |
| 1.               | Cyril Gautier    | Vital Concept-B&B Hotels | 26 point         |                  |
| 2.               | Pierre Rolland   | Vital Concept-B&B Hotels | 16 point         |                  |
| 3.               | Hugh Carthy      | EF Education First       | 14 point         |                  |
| 4.               | Alexis Gougeard  | AG2R La Mondiale         | 14 point         |                  |
| 5.               | Julien Bernard   | Trek-Segafredo           | 12 point         |                  |
| 6.               | Romain Bardet    | AG2R La Mondiale         | 12 point         |                  |
| 7.               | Arthur Vichot    | Vital Concept-B&B Hotels | 12 point         |                  |
| 8.               | Thibaut Pinot    | Groupama-FDJ             | 10 point         |                  |
| 9.               | Giulio Ciccone   | Trek-Segafredo           | 10 point         |                  |
| 10.              | Lilian Calmejane | Direct Énergie           | 10 point         |                  |

| Ungdomskonkurrence | Ungdomskonkurrence  | Ungdomskonkurrence            | Ungdomskonkurrence | Ungdomskonkurrence |
| Rytter             | Rytter              | Hold                          | Tid                |                    |
| ------------------ | ------------------- | ----------------------------- | ------------------ | ------------------ |
| 1.                 | Mathias Le Turnier  | Cofidis, Solutions Crédits    | 12t 41' 54"        |                    |
| 2.                 | Fernando Barceló    | Euskadi Basque Country-Murias | + 1' 46"           |                    |
| 3.                 | Lucas Eriksson      | Riwal Readynez                | + 3' 56"           |                    |
| 4.                 | Miguel Flórez López | Androni Giocattoli-Sidermec   | + 8' 12"           |                    |
| 5.                 | Tom Wirtgen         | Wallonie Bruxelles            | + 8' 33"           |                    |
| 6.                 | Mathieu Burgaudeau  | Direct Énergie                | + 14' 10"          |                    |
| 7.                 | Kenny Molly         | Wallonie Bruxelles            | + 14' 57"          |                    |
| 8.                 | Daniel Muñoz        | Androni Giocattoli-Sidermec   | + 16' 30"          |                    |
| 9.                 | Nicola Conci        | Trek-Segafredo                | + 23' 56"          |                    |
| 10.                | Jaume Sureda        | Burgos-BH                     | + 30' 25"          |                    |

| Ungdomskonkurrence | Ungdomskonkurrence  | Ungdomskonkurrence            | Ungdomskonkurrence | Ungdomskonkurrence |
| Rytter             | Rytter              | Hold                          | Tid                |                    |
| ------------------ | ------------------- | ----------------------------- | ------------------ | ------------------ |
| 1.                 | Mathias Le Turnier  | Cofidis, Solutions Crédits    | 12t 41' 54"        |                    |
| 2.                 | Fernando Barceló    | Euskadi Basque Country-Murias | + 1' 46"           |                    |
| 3.                 | Lucas Eriksson      | Riwal Readynez                | + 3' 56"           |                    |
| 4.                 | Miguel Flórez López | Androni Giocattoli-Sidermec   | + 8' 12"           |                    |
| 5.                 | Tom Wirtgen         | Wallonie Bruxelles            | + 8' 33"           |                    |
| 6.                 | Mathieu Burgaudeau  | Direct Énergie                | + 14' 10"          |                    |
| 7.                 | Kenny Molly         | Wallonie Bruxelles            | + 14' 57"          |                    |
| 8.                 | Daniel Muñoz        | Androni Giocattoli-Sidermec   | + 16' 30"          |                    |
| 9.                 | Nicola Conci        | Trek-Segafredo                | + 23' 56"          |                    |
| 10.                | Jaume Sureda        | Burgos-BH                     | + 30' 25"          |                    |

### Holdkonkurrencen
| Holdkonkurrence | Holdkonkurrence             | Holdkonkurrence | Holdkonkurrence |
| Hold            | Hold                        | Tid             |                 |
| --------------- | --------------------------- | --------------- | --------------- |
| 1.              | Groupama-FDJ                | 38t 01' 33"     |                 |
| 2.              | Cofidis, Solutions Crédits  | + 2' 40"        |                 |
| 3.              | AG2R La Mondiale            | + 4' 04"        |                 |
| 4.              | Trek-Segafredo              | + 11' 09"       |                 |
| 5.              | Riwal Readynez              | + 12' 56"       |                 |
| 6.              | EF Education First          | + 13' 47"       |                 |
| 7.              | Direct Énergie              | + 13' 48"       |                 |
| 8.              | Delko-Marseille Provence    | + 15' 34"       |                 |
| 9.              | Arkéa-Samsic                | + 15' 46"       |                 |
| 10.             | Androni Giocattoli-Sidermec | + 19' 17"       |                 |